# Starring Rosi
Starring Rosi è un album in studio del gruppo rock tedesco Ash Ra Tempel, pubblicato nel 1973.

## Tracce
Side A
1. Laughter Loving – 8:00
2. Day-Dream – 5:21
3. Schizo – 2:47
4. Cosmic Tango – 2:06

Side B
1. Interplay of Forces – 8:58
2. The Fairy Dance – 3:07
3. Bring Me Up – 4:33

## Formazione

### Gruppo
- Manuel Göttsching – chitarre, voce, basso, piano elettrico, mellotron, sintetizzatore, congas
- Rosemarie Müller – voce, arpa, vibrafono

### Altri musicisti
- Harald Großkopf – batteria
- Dieter Dierks – basso